# أسلاف الهنود

خريطة الهجرات البشرية المبكرة بناءً على من نظرية إفريقيا.
الإنسان
نياندرتال
Early Hominids

أسلاف الهنود أو الأمريكيون القدماء عبارة عن مصطلح تصنيفي يطلق على الشعوب الأولى التي دخلت ومن ثم سكنت القارات الأمريكية أثناء الحلقات الجليدية في الفترة الأخيرة من العصر الجليدي. وتأتي البادئة "paleo" من اليونانية حيث الوصف palaios (παλαιός) الذي يعني «قديم». وينطبق مصطلح هنود باليو بشكل خاص على الفترة الحجرية في نصف الكرة الغربي ويختلف عن مصطلح العصر الحجري القديم.
وتشير الأدلة إلى أن لعبة الصيادين الكبيرة قد عبرت مضيق بيرينغ (Bering) من آسيا (أوراسيا) إلى أمريكا الشمالية عبر جسر الأرض والجليد (بيرنجيا (Beringia))، والتي كانت موجودة في الفترة من 45,000 سنة قبل الميلاد إلى 12,000 سنة قبل الميلاد (منذ 47,000 – 14,000). حيث هاجرت مجموعات صغيرة معزولة من المجتمعات البدائية إلى جانب قطعان كبيرة من آكلات العشب إلى ألاسكا. في الفترة من 16,500 سنة قبل الميلاد – 13,500 سنة قبل الميلاد (منذ 18,500 – 15,500)، تم شق ممرات خالية من الجليد على طول ساحل المحيط الهادئ والوديان من أمريكا الشمالية. وقد سمح هذا للحيوانات، وتبعها البشر، بالهجرة من الجنوب إلى المناطق الداخلية. وذهب الناس سيرًا على الأقدام أو باستخدام قوارب بدائية على طول الخط الساحلي. وكانت المواعيد والطرق الدقيقة الخاصة بالبشر في العالم الجديد عرضة لمناقشات مستمرة.
وتعد الأدوات الحجرية وبخاصة رؤوس القذيفة ومكاشط الدليل الأساسي على نشاطات الإنسان البدائي في الأمريكتين. وتم استخدام أدوات المتقشرات الحجرية عن طريق علماء الآثار وعلماء الأنثروبولوجيا لتصنيف الفترات الثقافية. روابط الأدلة العلمية السكان الأصليون للشعب الآسيوي، وبخاصة السكان الصربيون في الناحية الشرقية. وقد تم ربط الشعوب الأصلية في الأمريكتين بالسكان الآسيويين الشماليين عن طريق العوامل اللغوية وأنواع الدم وفي التركيبة الجينية والتي تنعكس جميعها عن طريق بيانات الجزيء مثل حمض نووي ريبوزي منقوص الأكسجين. في الفترة من 8000 سنة قبل الميلاد - 7000 سنة قبل الميلاد (منذ 10,000 - 9,000 عام) استقر المناخ، مما أدى إلى ارتفاع في عدد السكان وتقدم التكنولوجيا الحجرية، وقد نتج عن ذلك نمط الحياة المستقرة.

## الهجرة إلى الأمريكتين
يواصل الباحثون دراسة ومناقشة تفاصيل هجرة أسلاف الهنود إلى القارة الأمريكية وعبرها، بما في ذلك التواريخ والمسارات التي عبروها. وتشير النظرية التقليدية إلى أن هؤلاء المهاجرين الأوائل انتقلوا إلى بيرنجيا بين شرق سيبيريا وما يعرف اليوم بألاسكا منذ 17 ألف سنة، في الوقت الذي تسبب فيه الغمر الجليدي الربعي بتخفيض مستويات مياه البحر بشكل كبير. يعتقد أن هؤلاء الأشخاص اتبعوا قطعانًا من حيوانات عصر البليستوسين الضخمة المنقرضة على طول ممرات خالية من الجليد تمتد بين صفيحتي لورنتيد وكورديليران الجليديتين. يقترح سيناريو بديل الهجرة -سواء على الأقدام أو باستخدام قوارب بدائية- من ساحل الهادئ نزولًا إلى أمريكا الجنوبية. الدليل على الأخيرة سيكون قد غُمر بالمياه نتيجة ارتفاع منسوب البحار مئات الأمتار بعد العصر الجليدي الأخير.
يؤكد علماء الآثار أن أسلاف الهنود هاجروا من بيرنجيا (آلاسكا الغربية) بين 40 ألف و16 ألف و500 سنة مضت. لا يزال هذا النطاق الزمني مصدر نقاش جوهريًا. تعود أصول الأماكن القليلة التي حصل اتفاق عليها واكتشفت حتى اليوم إلى آسيا الوسطى، مع انتشار واسع للاستيطان في الأمريكيتين خلال نهاية العصر الجليدي الأخير، أو على وجه التحديد ما يعرف باسم الحد الأقصى الجليدي الأخير، أي قبل 13000 – 16000 سنة مضت. لكن هناك نظريات بديلة عن أصول الهنود الحاليين تشمل هجرتهم من أوروبا.

## التحقيب
توجد في آلاسكا (بيرنجيا الشرقية) بعض من الأدلة الأولى لأسلاف الهنود، تليها مواقع أثرية في شمال كولومبيا البريطانية، وغرب ألبرتا، ومنطقة أولد كرو فلاتس في يوكون. في نهاية المطاف، ازدهر أسلاف الهنود في مختلف أنحاء الأمريكيتين. انتشرت هذه الشعوب في منطقة جغرافية واسعة؛ وبالتالي كانت هناك تغيرات إقليمية في أنماط الحياة. إلا أن كل المجموعات المنفردة اشتركت نمطًا في صناعة الأدوات الحجرية، جاعلين من التعرف على الأدوات الحجرية ممكنًا. وجدت هذه التكيفات المبكرة لأدوات التشكيل الحجري في مختلف أنحاء الأمريكيتين، واستخدمت من قبل فرق شديدة التنقل مؤلفة من نحو 20 إلى 60 فردًا من أسرة ممتدة. كان الغذاء ليصبح وفيرًا خلال الأشهر الحارة القليلة من العام. عجت الأنهار والبحيرات بالعديد من أنواع الأسماك والطيور والثدييات المائية. كان من الممكن العثور على الجوز والتوت والجذور الصالحة للأكل في الغابات والأهوار. كان الخريف فترة انشغال في تخزين الطعام وتجهيز الملابس من أجل فصل الشتاء. خلال الشتاء، تحركت مجموعات صيد الأسماك الساحلية إلى الداخل للصيد ونصب الفخاخ من أجل الحصول على الطعام والفراء.
تسببت التغيرات المناخية في العصر الجليدي الأخير بتغير المجتمعات النباتية والحيوانية. انتقلت المجموعات من مكان إلى آخر حيث استنزفت الموارد المنتقاة وبحثت عن إمدادات جديدة. استخدمت الفرق الصغيرة الصيد والالتقاط خلال شهري الربيع والصيف، ثم انقسمت إلى مجموعات عائلية مباشرة أصغر حجمًا خلال فصلي الخريف والشتاء. كانت مجموعات العائلات تنتقل كل 3 – 6 أيام، مسافرة مسافة تصل 360 كيلومترًا (220 ميلًا) في العام. غالبًا ما كانت الوجبات الغذائية غنية بالبروتين نتيجة للصيد الناجح. صُنعت الملابس من من مجموعة متنوعة من الجلود الحيوانية التي كانت تستخدم أيضا لبناء المأوى. خلال كثير من الفترات المبكرة والمتوسطة لأسلاف الهنود، اعتُقد بأن المجموعات الداخلية عاشت بشكل رئيسي من خلال صيد الحيوانات الضخمة المنقرضة الآن. شملت الثدييات البلستوسنية الكبيرة القندس العملاق، وبيسون بريسكس (بيسون السهوب)، وثور المسك، والماستودون وماموث صوفي ووعل داوسون.
لا شك أن ثقافة كلوفيس (أسلاف الهنود أو الأمريكيين القدماء) التي ظهرت منذ نحو 11500 سنة قبل الميلاد لم تقتصر باعتمادها على الحيوانات الضخمة فقط من أجل العيش. بدلًا من ذلك، استخدموا إستراتيجية مختلطة في البحث عن الطعام شملت طريدة أصغر على اليابسة، والحيوانات المائية، وأشكالًا مختلفة من النباتات. كانت مجموعات أسلاف الهنود صيادين أكفياء وحملوا مجموعة متنوعة من الأدوات. شملت تلك الأدوات رؤوس رماح مخززة، إلى جانب شفرات شديدة الصغر من أجل الذبح والتقطيع. عُثر على نقط قذف وحجارة مصنوعة من مصادر مختلفة تم تداولها أو نقلها لأماكن جديدة. جرى تداول الأدوات الحجرية أو تركت خلفهم من داكوتا الشمالية والأقاليم الشمالية الغربية، إلى مونتانا وايومنغ. عُثر أيضًا على طرق تجارية من كولومبيا البريطانية الداخلية إلى ساحل كاليفورنيا.
بدأت الأنهار الجليدية التي غطت النصف الشمالي من القارة في الذوبان بشكل تدريجي، ما كشف عن أراض جديدة لاستيطانها بين نحو 17500 و14500 سنة مضت. في نفس الوقت الذي حدث فيه ذلك، بدأت الانقراضات العالمية بين الثدييات الكبيرة. في أمريكا الشمالية ماتت الجمليات (الإبليات) والخيليات في نهاية المطاف، لم تظهر الأخيرة مجددًا في القارة حتى أعاد الأسبان جلب الأحصنة قرب نهاية القرن الخامس عشر. عند حدوث الانقراض الرباعي، اعتمد أواخر سلالة أسلاف الهنود على وسائل أكثر من أجل البقاء.
بين 10500 إلى 9500 عام قبل الميلاد، بدأ الصيادون على نطاق واسع في الحقول الممتدة بالتركيز على أنواع مفردة من الحيوانات: البيسون (ابن عم البيسون الأميركي) أقدم التقاليد المعروفة لصيد البيسون هو تقليد فولسوم. ارتحل شعب فولسوم ضمن مجموعات عائلية صغيرة طوال معظم السنة، عائدين سنويًا إلى نفس الينابيع وغيرها من المواقع المفضلة على أرض مرتفعة. كانوا يخيمون لأيام، ربما كانوا يقيمون ملجأً مؤقتًا، ويصنعون أو يصلحون بعضًا من أدواتهم الحجرية، أو يعالجون بعض اللحوم، ثم يكملون طريقهم. لم تكن أعداد أسلاف الهنود كثيرة، وكانت كثافتهم السكانية منخفضة.

### التصنيف
يُصنف أسلاف الهنود عامة من خلال أساليب التحويلات الحجرية التي أجروها على أدواتهم تبعًا للتكيفات المنطاقية. سُميت تقنية رؤوس الرماح المخززة، مثل رؤوس الرماح الأخرى، برؤوس المقذوفات. صُنعت المقذوفات من أحجار متكسرة بها ثلم طويل يدعى ب«الفلوت». عادة ما كانت تصنع رؤوس الرمح عن طريق تقطيع رقاقة واحدة من كل جانب من الرأس. ثم يربط الرأس برمح من الخشب أو العظم. مع تغير البيئة نتيجة العصر الجليدي الذي انتهى منذ نحو 13 -إلى 17 ألف عام قبل الوقت الحاضر على المدى القصير، ونحو من 25 إلى 27 ألف عام من الآن على المدى الطويل، هاجرت العديد من الحيوانات إلى اليابسة للاستفادة من المصادر الجديدة للطعام. سُمي البشر الذين لحقوا بتلك الحيوانات، مثل البيسون والماموث والماستودون بالصيادين الكبار نسبًا لتلك الحيوانات. اعتمدت الجماعات الساحلية في المحيط الهادئ في تلك الفترة على صيد الأسماك كمصدر أساسي للعيش.
يجمع علماء الآثار أدلة تشير إلى أن أولى المستوطنات البشرية في أمريكا الشمالية كانت قد وجدت قبل آلاف السنين من ظهور الإطار الزمني الحالي لأسلاف الهنود (قبل أواخر العصر الجليدي بعشرين ألف عام). وتشير الأدلة إلى أن الناس كانوا يعيشون في أقصى شرق يوكون الشمالية، في المنطقة الخالية من الأنهار الجليدية المسماة بيرينغيا قبل 30 ألف عام قبل الميلاد (32 ألف عام قبل يومنا هذا). حتى وقت قريب، ساد الاعتقاد عمومًا أن أول شعب من أسلاف الهنود يصل إلى أميركا الشمالية ينتمي إلى ثقافة كلوفيس. سميت هذه الحقبة الأثرية على اسم مدينة كلوفيس في نيو مكسيكو، حيث عُثر على رؤوس رماح كلوفيس عام 1936 قرب موقع بلاك ووتر درو، حيث ارتبطت بشكل مباشر بعظام الحيوانات البليستوسينية.